# Ontogeneze člověka
Ontogeneze člověka je průběh vývoje lidského jedince.

## Ontogenetické fáze
- prenatální období (od oplodnění do porodu)[1]
  - oplozené vajíčko (zygota) – od oplození (spojení vajíčka se spermií v děloze nebo ve zkumavce) do konce 1. týdne[1]
  - embryo (zárodek) 2. týden – 8. týden[1]
  - fetus (plod) 9. týden – porod[1]
- postnatální období
  - novorozenecké období 1. den – 28 dní
  - kojenecké období 28 dní – 1 rok
  - batolecí období 1–3 roky
    - mladší batolecí období 1–2 roky
    - starší batolecí období 2–3 roky

  - předškolní věk 3 – 6 (7) let
  - školní věk 6 (7) – 15 let
    - mladší školní věk 6–11 let
    - starší školní věk 11–15 let (puberta)

  - dospívání – adolescence 15–18 (20) let
  - dospělost 18 let a více
    - období plné dospělosti 18–30 let[1]
    - období zralosti 30–45 let[1]
    - střední věk 45–60 let[1]

  - stáří nad 60 let[1]
    - vysoké stáří nad 70 let[1]
    - kmetský věk nad 90 let[1]

Světová zdravotnická organizace (WHO, též SZO) doporučuje u dospělosti jiné členění:
- období plné dospělosti 18–30 let[1]
- období mladého věku 30–45 let[1]
- období středního věku 45–60 let[1]
- období stárnutí 60–75 let[1]
- období starého věku 75–90 let[1]
- období stařecké nad 90 let[1]

V každé fázi ontogenetického vývoje můžeme pozorovat řadu změn. Tyto změny jsou dvojího druhu: růstové a vývojové. Oba procesy jsou primárně určeny dědičnými faktory, jejichž uplatnění však ovlivňují faktory prostředí.
V období stáří život jedince přirozeně končí smrtí. S mrtvým tělem je lidmi podle všeobecného etického kodexu zacházeno s velkou úctou a je spáleno nebo pohřbeno do země, a to s obřadem či výjimečně bez obřadu. Pro určení příčiny úmrtí lze před pohřbem provést pitvu.

## Názvy jedinců
Názvy jedinců podle stupně vývinu, stáří, příbuzenství a společenského postavení pak také jsou:
- dítě (krajově též děcko) – označení obou pohlaví, zhruba do věku konce školního období (obecněji pak slovo vyjadřuje, že je jedinec potomkem své matky/otce)
- dívka (též děvče, hovorově pak holka – od slova holý, protože dříve tento výraz označoval jen dívku bez ochlupení) – označení samičího pohlaví v období nejčastěji od začátku školního období do konce dospívání, ale může být použito i pro ranější fáze (holčička, děvčátko)
- slečna – označení děvčete či mladé ženy, která není vdaná (etymologicky od šlechtična[2])
- chlapec (též hoch, hovorově pak kluk) – označení samčího pohlaví v období nejčastěji od začátku školního období do konce dospívání, ale může být použito i pro ranější fáze (chlapeček)
- žena (lidově též ženská) – označení samičího pohlaví v období od začátku dospělosti do smrti
  - matka (též máma) – označení samičího pohlaví, které vyjadřuje, že je žena rodičkou dítěte
  - stařenka – označení samičího pohlaví v období pozdního stáří
  - babička – označení samičího pohlaví, které vyjadřuje, že dítě ženy je matkou/otcem, obecněji též synonymum pro stařenku
  - paní – všednější společenský titul ženy od dospělosti
  - dáma (též madam) – urozenější společenský titul ženy od dospělosti
- muž (lidově též chlap) – označení samčího pohlaví v období od začátku dospělosti do smrti
  - otec (též táta) – označení samčího pohlaví, které vyjadřuje, že je muž rodičem dítěte
  - stařec – označení samčího pohlaví v období pozdního stáří
  - dědeček – označení pro starého muže, které vyjadřuje, že jeho dítě se stalo matkou (jeho dcera) nebo otcem (jeho syn), obecněji též synonymum pro starce
  - pan – společenský titul muže od dospělosti